# Orivesi
Orivesi es una ciudad y un municipio de Finlandia. Se fundó en 1865. Está situada en la región de Pirkanmaa. 
La municipalidad es totalmente de idioma finés. El nombre «Orivesi» significa literalmente "agua del caballo semental".
La municipalidad de Eräjärvi se unió a Orivesi en 1973. Una parte del municipio de Längelmäki se unió a Orivesi en 2007.
Orivesi es mayormente conocida en la zona por el "Oriveden Opisto" (escuela de arte). El centro de la ciudad está situado junto al lago Längelmävesi.

## Fotos

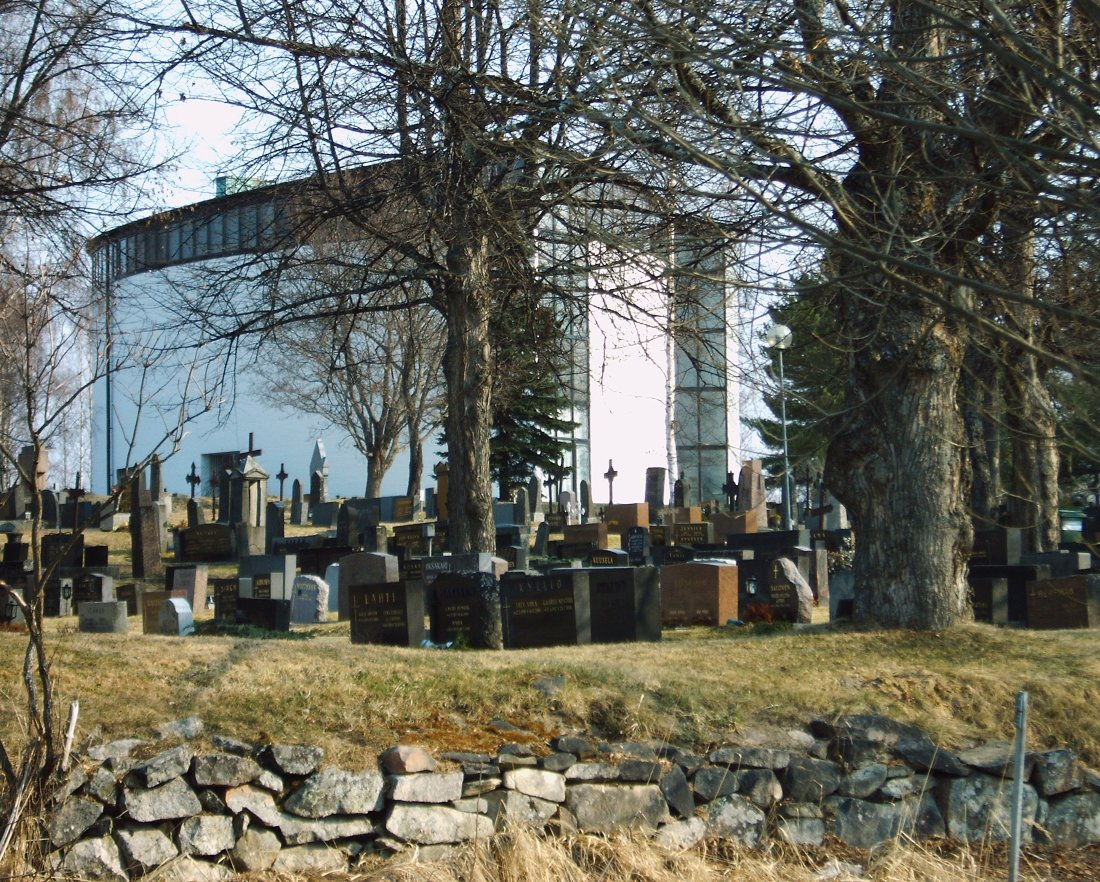
Iglesia moderna de Orivesi.
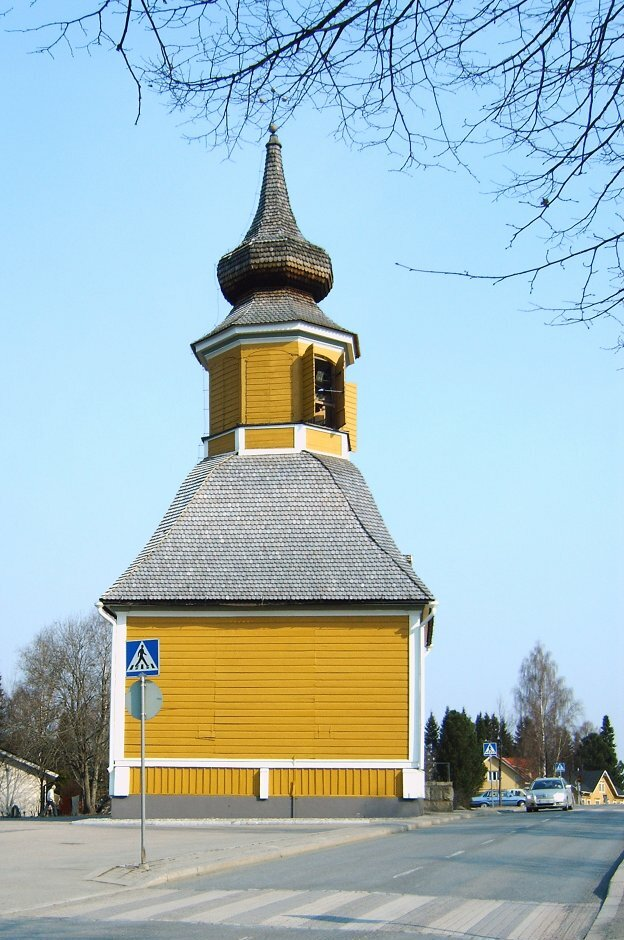
Torre de la iglesia antigua destruida por el fuego.